# 艾克斯-马赛大学
艾克斯-马赛大学（法語：Aix-Marseille Université）是一所位于法国艾克斯和马赛的大学，2012年由马赛第一大学（Université de Provence）、马赛第二大学（Université de la Méditerranée）和马赛第三大学（Université Paul-Cézanne）合并而成。是现在法国规模最大的大学，也是法语国家和地区最大的大学。

## 校史
艾克斯-马赛大学的历史可追溯至1409年由普罗旺斯伯爵路易二世建立的艾克斯大学，后分别发展成为以文学、艺术和人文科学为主的普罗旺斯大学（艾克斯-马赛第一大学），以技术医学、理工为主的地中海大学（艾克斯-马赛第二大学）和以经济管理、法律为核心的保罗-塞尚大学（艾克斯-马赛第三大学）。
三所大学自2007年起寻求合并，最终于2012年1月1日起协议生效，成立新的艾克斯-马赛大学。

## 校园
艾克斯-马赛大学现有五处校园，分别是：
- 艾克斯校园（Campus Aix-en-Provence）
- 马赛中心校园（Campus Marseille centre）
- 吕米尼校园（Campus Luminy）
- 蒂莫校园（Campus Timone）
- 校园之星（Campus Etoile）

## 国际合作
武汉理工大学2018年开设中外合作办学机构艾克斯-马赛学院。